# The King of Rome

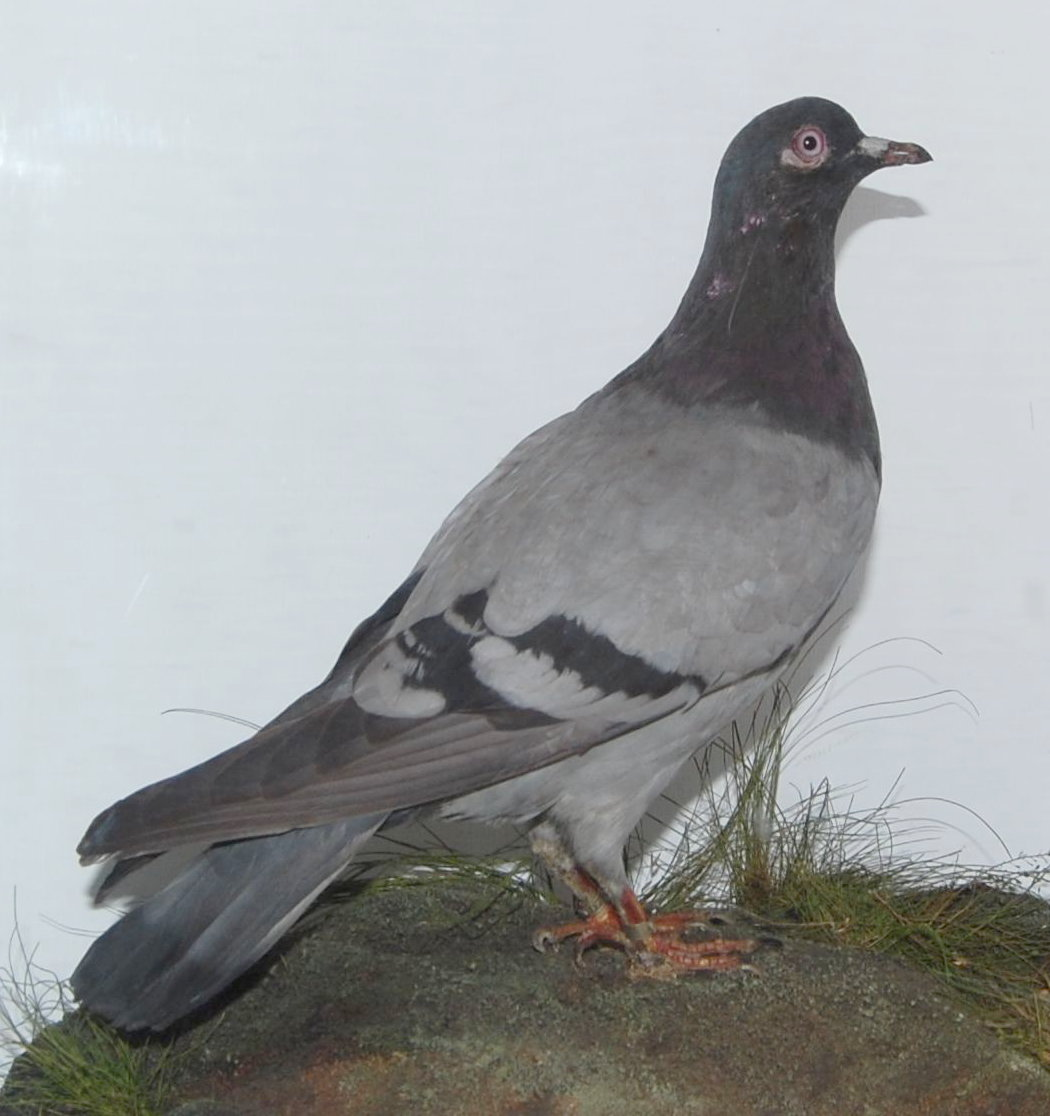
Vycpaný The King of Rome v Derbském muzeu a umělecké galerii

The King of Rome (v angličtině doslova Římský král) byl velmi úspěšný závodní holub. Zvítězil v závodě konaném v roce 1913 z Říma v Itálii do Anglie. Délka tohoto závodu činila dlouhých 1001 mil (1611 kilometrů). Následně byla o úspěchu holuba The King of Rome složena píseň a napsána kniha, obojí Davem Sudburym. Nejslavnější záznam písně byl nahrán June Taborovou.

## Holub
Majitelem a zároveň chovatelem holuba byl Charlie Hudson (narozený začátkem sedmdesátých let devatenáctého století, zemřel 13. března 1958 ve věku čtyřiaosmdesáti let), adresou 56 Brook Street, Derby (dům dnes již neexistuje), který se chovem závodních holubů zabýval údajně už od roku 1904. Chování holubů měl jako koníčka, zdrojem příjmů mu bylo spíš povolání údržbáře plynových lamp, výroba košíků a prodej hrnců. V době konání závodu byl předsedou a pokladníkem místního Derby Town Flying Club (doslova Letecký spolek města Derby) a o tematice holubích závodů také psal do místních novin Derby Evening Telegraph. Závod z Říma nebyl zdaleka jediným úspěchem jeho holubů, byl ale úspěchem nejvýraznějším a nejslavnějším.
The King of Rome byl namodralý samec, holub domácí (Columbia livia f. domestica) okroužkovaný s číslem NU1907DY168. Po své smrti byl svým majitelem věnován Derbskému muzeu a umělecké galerii, které zachovalo jeho preparát ve formě vycpaniny pod evidenčním číslem DBYMU.1946/48. Býval dříve vystavován a to jak přímo v muzeu, které ho vlastní, tak i v jiných muzeích, například Walsall Museum a Wolatton Hall v Nottingham, ovšem v současnosti (tj. 2011) vystavován není.

## Odraz v kultuře

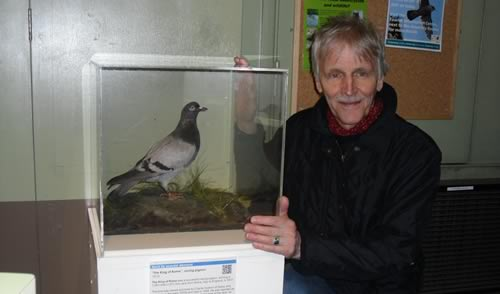
Sudbury, in 2012

O letu holuba napsal Dave Sudbury píseň, která nese holubovo jméno, The King of Rome. Zmiňuje nebezpečí, kterému jsou ptáci při závodech vystaveny, textem „V den velkého závodu se přihnala bouře. A tisíce ptáku smetla pryč a nikdo je už neviděl“ (v originále On the day of the big race a storm blew in. A thousand birds were swept away and never seen again). Celý text je možné si v originále přečíst na stránkách muzea, které vlastní vycpaninu. Sudbury s písní vystoupil koncem osmdesátých let dvacátého století na soutěži, kde byla Taborová jednou z porotkyň. Sudbury skončil čtvrtý, což jiný z tehdejších finalistů, Brian McNeill, okomentoval slovy: „Římský král dalece převyšoval všechny ostatní písně, které byly v tu noc zpívány, a měl tehdy zvítězit.“
Jak Taborová tak McNeill posléze zařadili píseň do svých repertoárů. Taborová ji nahrála na své velmi úspěšné album Aqaba v roce 1988. McNeillův přednes si je možné poslechnout z živého záznamu, který byl zahrnut na album Live and Kicking, které nahrál společně s Iainem MacKintoshem.
Další verze písně nahrála skupina Half Man Half Biscuit, která ji ovšem zatím nevydala, a také kanadský zpěvák Garnet Rodgers.
Sudburyho text byl také zpracován do dvaatřicetistránkové knížky s ilustracemi od Hanse Saefka.